# Santa Eulalia Somera
Santa Eulalia Somera es una localidad española del municipio de Arnedillo, en la comunidad autónoma de La Rioja.

## Toponimia
El lugar puede aparecer referido como «Santa Eulalia Somera» y «Santa Eulalia de Arriba».

## Historia
Hacia mediados del siglo XIX, el lugar, ya por entonces perteneciente a Arnedillo, tenía una treintena de casas. Aparece descrito en el séptimo volumen del Diccionario geográfico-estadístico-histórico de España y sus posesiones de Ultramar de Pascual Madoz con las siguientes palabras:

EULALIA SOMERA ó DE ARRIBA (Sta.): ald. con alc. p. dependiente del ayunt. de Arnedillo dist. 3/4 de hora en la prov. de Logroño, part. jud. de Arnedo: sit. á la izq. del r. Cidacos á dist. de unos 1,000 pasos y con esposicion al S.: está defendida del viento N. por una cord. y combatida por los demas; el clima es frio, pero saludable; aunque algo propenso calenturas intermitentes y gástricas. Tiene unas 30 casas de buena construccion y varias arruinadas por la despoblacion que ha esperimentado de algunos años á esta parte; tambien hay varios corrales y bodegas: la igl. bajo la advocacion de Sta. Eulalia, depende de la matriz de Arnedillo, servida alternativamente por los cabildos de Arnedillo ó Herce, que destinan un cura para esta y otra ald., del mismo nombre de la jurisd. de la v. de Herce, unidas en lo ecl. y separadas solamente por un arroyo que desciende de la sierra la Hez, y corre de N. á S. hasta reunirse al r. Cidacos. ind.: consiste en algunos telares de lienzo casero. pobl., riqueza y contr. con el ayunt. (V.)
(Madoz, 1847, pp. 627-628)

## Demografía
En 2023, la entidad singular de población tenía empadronados 46 habitantes y el núcleo de población, también 46.
| Gráfica de evolución demográfica de Santa Eulalia Somera entre 2000 y 2010                       |
|                                                                                                  |
| Población de derecho (2000-2010) según los censos de población del INE a 1 de enero de cada año. |

## Patrimonio

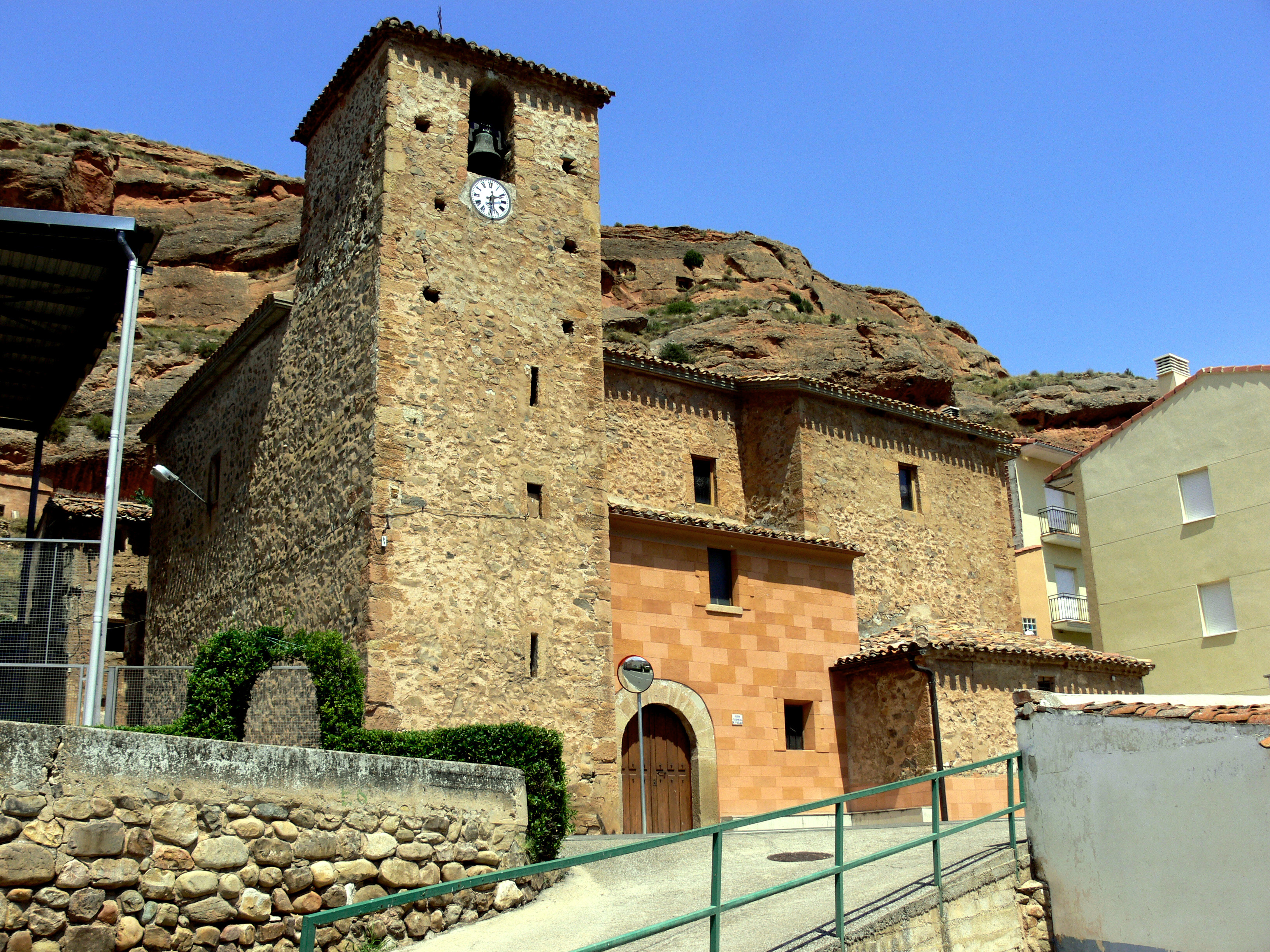
La iglesia de Santa Eulalia

Hay en la localidad una iglesia de Santa Eulalia.